# Сеоска кућа у Војци
Сеоска кућа у Војци, месту у општини Стара Пазова, подигнута је крајем 19. века и представља споменик културе од великог значаја.

## Изглед
Кућа се налази у Карађорђевој улици бр. 4, на уличној регулационој линији, саграђена је као троделни стамбени објекат. Кућа је саграђена од ћерпича, осим уличног зида који је од опеке и покривена бибер црепом. Њену основу чине предња, гостинска соба, кухиња и задња соба, а целом дужином се пружа трем. Кућа има један улаз са уличне и два са дворишне стране. Изнад зиданог парапета налазе се масивни стубови. Улична фасада куће је богато украшена пластичном декорацијом на којој се посебно истиче забат са два таванска отвора и пластичном декорацијом у облику венаца, розета и лепезе. Кућа је добро очувана и данас се користи као стамбени објекат.